# Fina (Burkina Faso)
Pour les articles homonymes, voir Fina.
Fina est une commune rurale située dans le département de Satiri de la province du Houet dans la région des Hauts-Bassins au Burkina Faso.

## Géographie
Fina est localisée à 14 km au nord de Satiri.

## Éducation et santé
Fina accueille un centre de santé et de promotion sociale (CSPS).